# Szúsza (Tunézia)

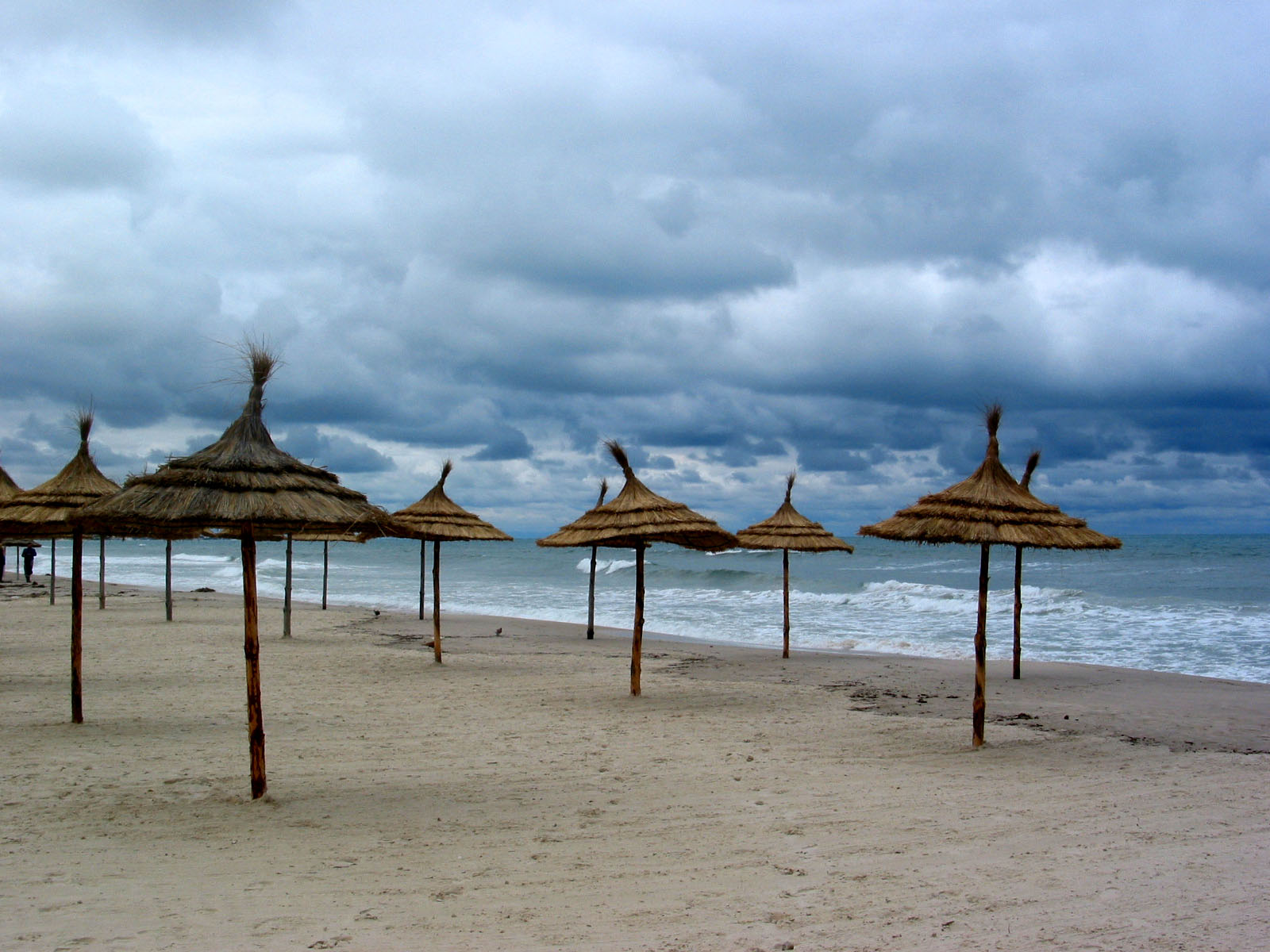
Sousse tengerpartja

Szúsza (arabul: سوسة, a nemzetközileg elterjedt francia Sousse alapján elterjedt kiejtési forma a Szúsz is), város Tunéziában.

## Fekvése
140 km-re Tunisztól az A1-es sztráda jelenlegi végénél, a Földközi-tenger partján fekszik.

## Történelme
A föníciaiak alapították i. e. 9. században, Hadrumetum (Hadrumet) néven. Ma Tunézia negyedik legnagyobb városa, 173 047 lakossal.
A település kezdeti önállósága után az i. e. 4. században a karthágói érdekszövetség hatáskörébe került, ezzel egyúttal a kor mediterrán viszályzónája is lett, minek köszönhetően i. e. 310-ben a szirakúzok (Agathoklész) dúlták fel.

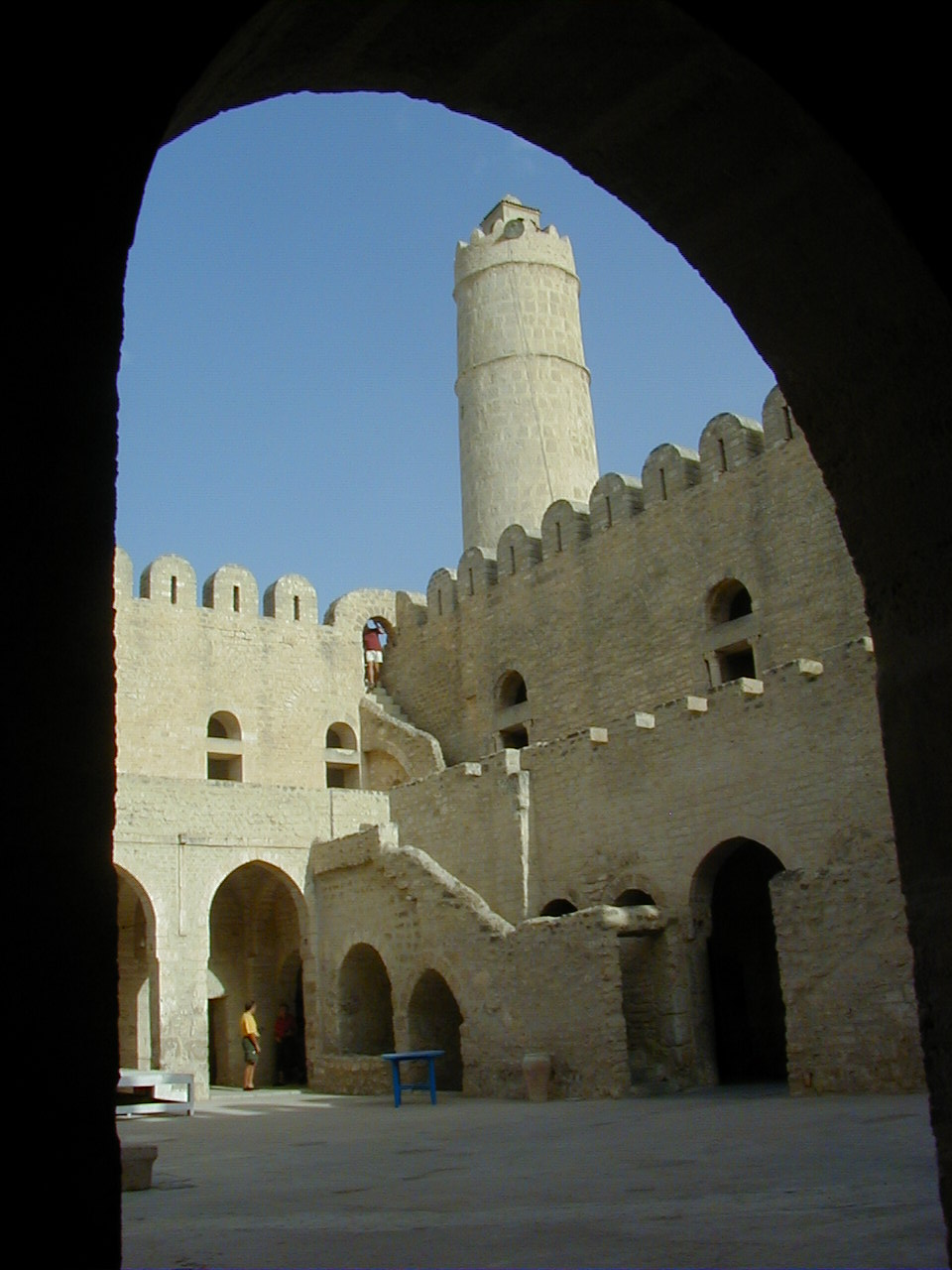
Ribat

Bár az itáliából visszatérő Hannibál még itt, a szövetséges Hadrumetben táborozott, s itt készült fel 202-ben a római Scipió ellen, de a harmadik pun háborúban Hadrumet már rómával tartott Karthágó ellen. Rómától így Hadrumetum néven szabad királyi városi rangot is kapott, de melyet hamar el is veszített, mivel a triumvirátus vitájában a vesztes Pompeius mellé állt, ezért a győztes Iulius Caesar (Cézár) megbüntette.
A város később még többször föltámadt: először Diocletianus idején, mikor Byzacenium fővárosa lett, s gazdag palotáiban a kereszténység új tanainak hódoltak, majd új név alatt (Hunericopolis) a vandálok, később pedig Justiniapolis néven kiszolgálta a bizánci hódítókat is, de ekkor már hanyatlóban volt, majd 670-ben Oqba Ibn Nafii, a keletről jött arab hadvezér csapatai a város ellenállását megbosszulva földig lerombolták.
Ezután a város még újból feltámadt, de ekkor már Sousse néven. Később a 12. században egy évtizedig a szicíliai normannok szállták meg; a 16. században a spanyolok, a 18. században pedig a franciák ostromolták, majd a második világháború alatt 1942 decembere és 1943 áprilisa között a tunéziai hadjárat végzett rombolást a városban.

## Turizmus
Klímája, tengerpartja és történelmi városközpontja miatt kedvelt turistacélpont. A városban 120 hotel található 40 000 szobával.

## Nevezetességek
- Óváros (Medina) - A fallal körülvett óvárosba a place des Martyrs felől lehet bejutni. Az innen hiányzó bástyafalat és a benne levő hatalmas kaput a második világháború 1943-as bombázásai rombolták le.  A Földközi-tenger egykor az egész keleti bástyafalat nyaldosta. A másutt sértetlen, s Medinát teljesen körbevevő bástyafal még a 9. században épült. Bár a bástyafal többszöri restauráláson esett át, máig őrzi a régi nyomvonalat és szerkezetet.
- Nagymecset - Medinába érve a nagykapuval szemben áll. Az uralkodó: Algabida emir alapította 851-ben.

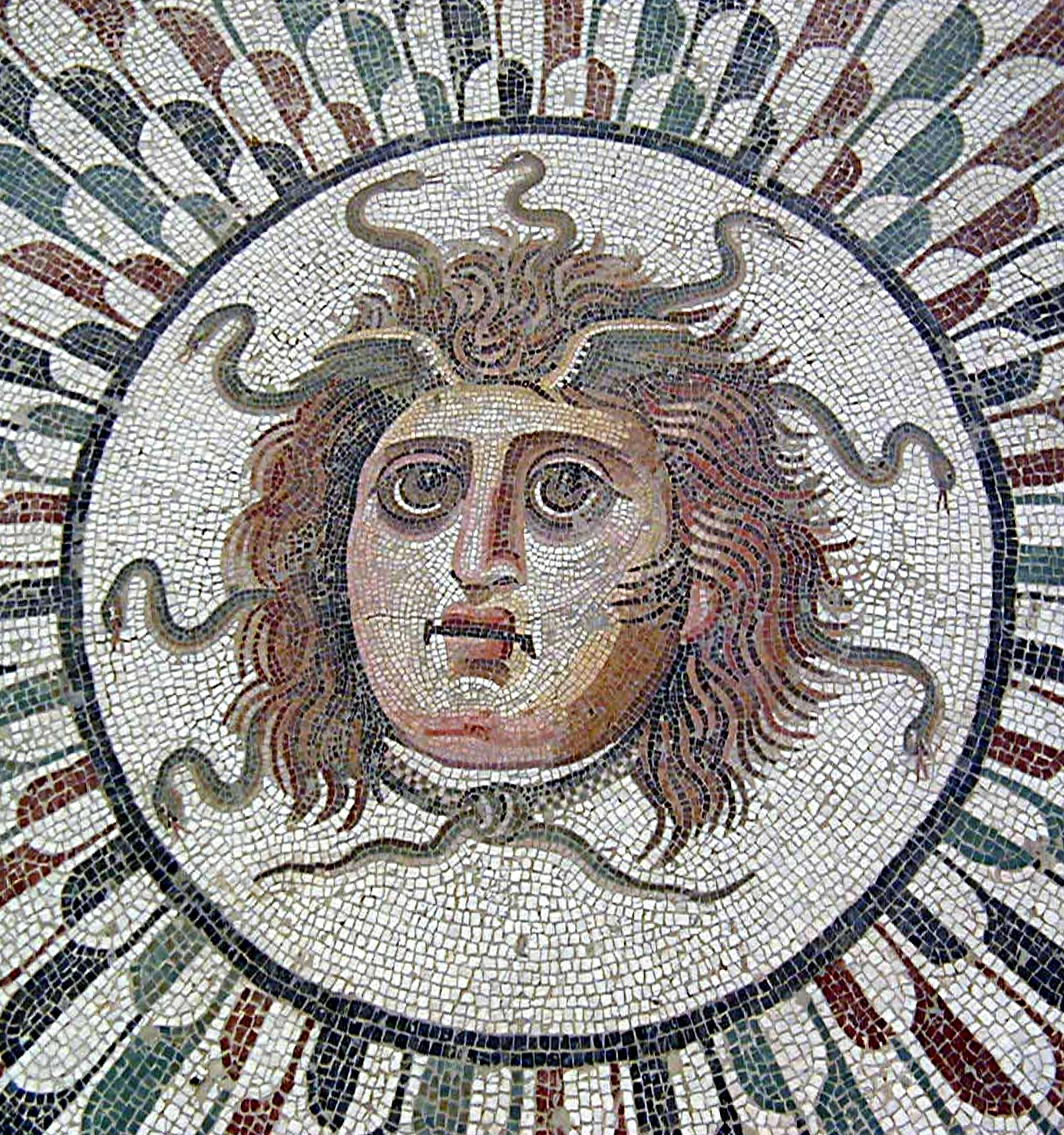
Medúzát ábrázoló mozaik a múzeumból

- Ribat - A muzulmán korszak kezdetén kialakult intézmény, mely funkciójában a vallásos és kardforgató férfiak  (murabitinek) erődszerű őrhelye volt (némileg a keresztény szerzetesek kolostoraira emlékeztet). A Ribat tornyából kémlelték a tengert, nem közelít-e veszély. A tengerparton épült Ribatok egymással jelkapcsolatban álltak; így például a soussei a tőle 20 km-re fekvő monastirivel. A Ribatok később ugyan veszítettek jelentőségükből, de megmaradtak a vallási élet műhelyeinek. A soussei Ribat építési ideje a Nagymecsethez hasonlóan a 9. századra tehető. 30 méteres oldalai nagyjából négyszöget formálnak, őrtornya a délkeleti sarkán emelkedik. Egyik kis cellájában kis iszlám múzeum található.
- Zakkak zaouia - Minaret. Az elegáns nyolcszögletű épület a török korszakban épült. A Ribattól 100 méterre nyugatra található. Belseje nem látogatható.
- Kaszba és Tour de Kalef - 859-ben épült mintegy 30 méter magas torony és a  11.-15. század között köré épült erőd. Ennek oldalához támaszkodik a múzeum épülete, mely kivételes értékű mozaikokat is rejt.
- Ókeresztény katakombák - A múzeumtól nyugatra, 1,5–2 km távolságra találhatók. Az 5 km hosszúságú alagútból mintegy 1,5 km látogatható.

## Testvérvárosok
- Constantine
- Ljubljana
- Marrákes
- Miami
- Quebec